# Jaime Brustenga Martínez
Jaime Brustenga Martínez fue un carpintero natural de Lorquí (Murcia) que dedicó parte de su vida a la política, convirtiéndose en alcalde de su municipio durante la etapa republicana hasta enero de 1937.
Al estallar la Guerra Civil, Brustenga (junto con algunos familiares suyos, como su suegro y dos de sus cuñados) contribuyó a salvar para la posteridad tres esculturas de Francisco Salzillo —San José y el Niño, Jesús Nazareno y la Virgen Dolorosa, declaradas BIC en 2012—, así como un Corazón de Jesús de 1897. En concreto, ante la inminente destrucción del patrimonio de la localidad por parte de elementos incontrolados, a las dos de la madrugada del 25 de julio de 1936 dichas figuras fueron cargadas y evacuadas en un camión incautado por el Ayuntamiento a la fábrica de conservas La Arboleda, acompañando el propio alcalde al convoy. Las obras fueron depositadas a salvo en la ciudad de Murcia, a cargo de la Junta Delegada de Incautación y Protección del tesoro artístico del gobierno republicano.
Finalizada la contienda, sus posiciones políticas le llevaron a ser condenado a muerte en 1939, y a ser encarcelado en la prisión provincial de Murcia, entrado el periodo franquista, aunque posteriormente, en 1943, se le concedería la libertad condicional.
Aparte de su mandato como alcalde, y para justificar tales cargos, el juez en un informe le acusó de incautar la citada fábrica de conservas en su beneficio, a pesar de que la empresa fue considerada como un ejemplo a seguir durante su incautación, pues dio trabajo a más de 1500 obreros de ambos sexos en la recolección y a 800 en fábrica. A todas estas acusaciones el alcalde franquista de Lorquí añadió, más tarde, que tras concedérsele la libertad condicional e instalarse en Madrid, continuó al servicio de los enemigos de España.
Además, a lo largo de su carrera política fundó el PSOE y la Unión General de Trabajadores en su pueblo.